# Vorphilatelie

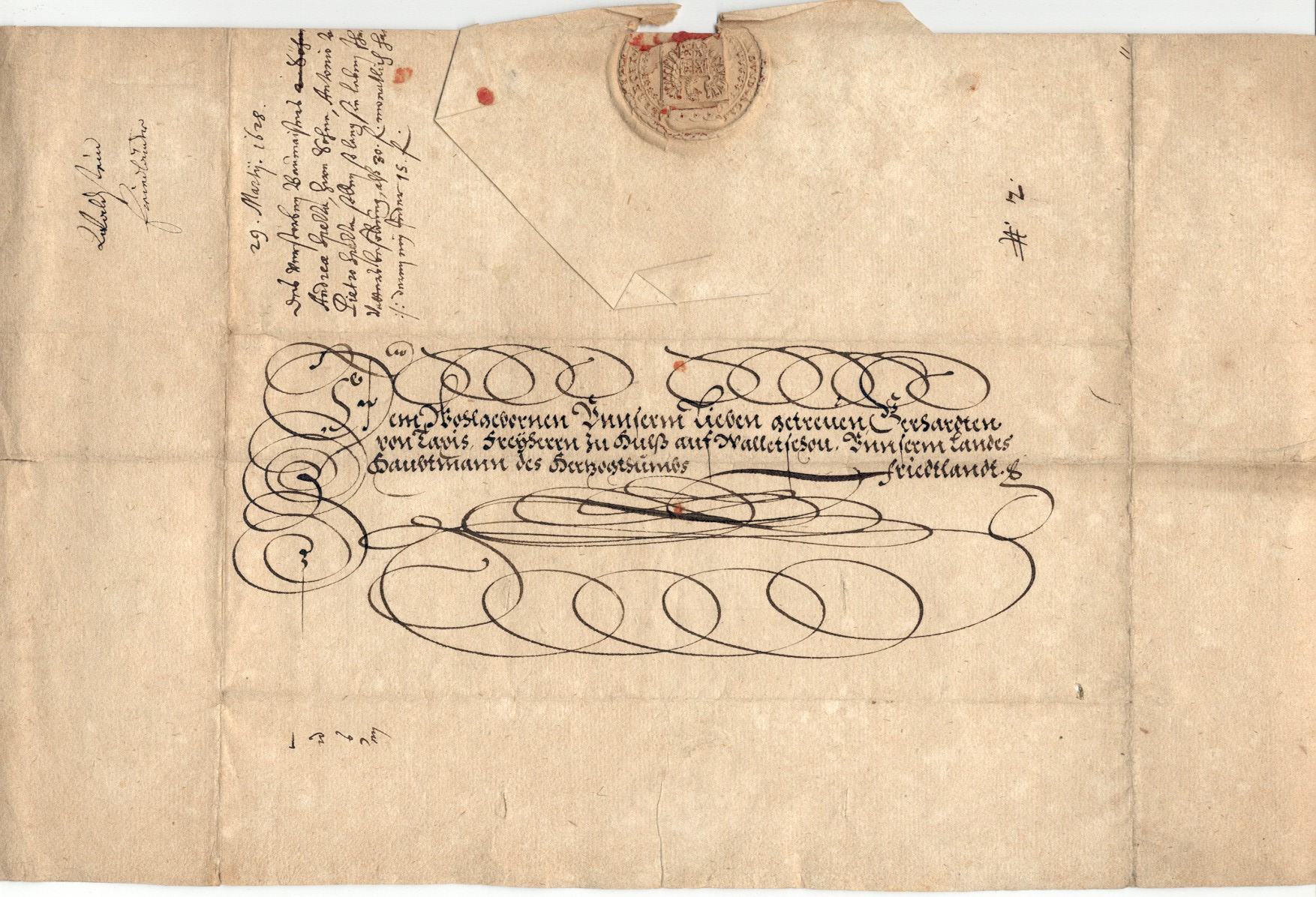
1628 Vorphilatelie Brief

Die Vorphilatelie beschäftigt sich mit der Postgeschichte und den Briefen der Vormarkenzeit, also der Zeit vor dem ersten Erscheinen von Briefmarken.
In den meisten Ländern liegt dieser Zeitpunkt in der Mitte bzw. zu Beginn der zweiten Hälfte des 19. Jahrhunderts. Ein Vorphilatelist sammelt Altbriefe mit handschriftlichen Vermerken und Stempeln. Es handelt sich in der Regel um Faltbriefe oder Volarenbriefe, also um ohne Briefumschlag versendete Schreiben.